# Säule Ajtpajewa
Säule Muchanbediankyzy Ajtpajewa (ur. 22 maja 1960 we wsi Żaksy) – kazachska prawnik i polityk, senator Republiki Kazachstanu.
Mężatka, ma dwoje dzieci. Włada językami kazachskim i rosyjskim. Absolwentka Swierdłowskiego Instytutu Prawa im. R. Rudenki z lat 1979-1983. Prokurator w ZSRR, następnie w Prokuraturze Generalnej Republiki Kazachstanu. W maju 2013 jako pierwsza kobieta w Kazachstanie została mianowana generałem.